# Союз ТМ-34
«Союз ТМ-34» — последний из серии «Союз ТМ» российский пассажирский транспортный пилотируемый космический корабль, на котором осуществлён семнадцатый пилотируемый полёт к Международной космической станции (МКС), четвёртый российский полёт к МКС и третья российская экспедиция посещения (ЭП-3).
В рамках экспедиции «Союз ТМ-34» на борт МКС был доставлен второй космический турист — первый космонавт из Южной Африки.

## Экипаж старта
- (Роскосмос) Юрий Гидзенко (3)[2] — командир.
- (ЕКА) Роберто Виттори (1) — бортинженер.
- (Роскосмос) Марк Шаттлворт (1) — участник космической экспедиции.

### Дублирующий экипаж
- (Роскосмос) Геннадий Падалка — командир.
- (Роскосмос) Олег Кононенко — бортинженер.

## Экипаж возвращения
- (Роскосмос) Сергей Залётин (2) — командир.
- (ЕКА) Франк де Винне (1) — бортинженер.
- (Роскосмос) Юрий Лончаков (2) — бортинженер.

## Описание полёта
Корабль был запущен с космодрома Байконур ракетой-носителем Союз-У 25 апреля 2002 года в 10:26:35 по московскому летнему времени, неся на борту экипаж из трёх человек (россиянина, итальянца и южноафриканца). После двух поочерёдных манёвров дальнего сближения, 27 апреля 2002 года в 11:55:51 МСК произвёл стыковку с надирным стыковочным узлом модуля «Заря» МКС.
Помимо выполнения программы посещения, экипаж провёл на борту орбитальной станции ряд научных экспериментов и решил задачу планового технического обеспечение экипажа МКС-4.
Космический турист Марк Шаттлворт, при участии Юрия Гидзенко, также провёл плановые медико-биологические исследования, в том числе со стволовыми клетками крыс и овец, в условиях микрогравитации.
Экипаж провёл на борту МКС 8 дней и вернулся на Землю 5 мая 2002 года в 7:51:53 МСК на корабле «Союз ТМ-33», который выполнял роль корабля-спасателя для экспедиций МКС-3 и МКС-4 с 23 октября 2001 года. Новый «Союз» заменил старый для выполнения той же функции для экспедиций МКС-4 и МКС-5. Он пробыл у МКС до ноября 2002 года и приземлился на Землю 10 ноября в 03:04:20 МСК, привезя на борту экипаж из трёх человек (двух россиян и бельгийца) экспедиции «Союз ТМА-1».